# Enric VI d'Anglaterra
Enric VI (6 de desembre de 1421 - 21 de maig de 1471) va ser rei d'Anglaterra des del 1422 fins al 1461, i després de ser deposat recuperà el poder i regnà des del 1470 fins a la seva mort el 1471.

## Biografia

### Infància i joventut
Enric era l'únic fill i hereu del rei guerrer Enric V, i el seu naixement el 6 de desembre de 1421 generà grans expectatives. Però quan només era un nadó de nou mesos d'edat, el 31 d'agost de 1422 el seu pare va morir. La seva mare, Caterina de Valois, tenia només 20 anys i era filla del rei francès Carles VI i per aquest motiu era vista amb recel a la cort i se li va impedir participar plenament en l'educació del nen.
El 28 de setembre de 1423 els nobles anglesos van jurar lleialtat a Enric VI com a rei. Es va establir una regència per la qual el Duc Humphrey de Gloucester, germà petit del difunt Enric V i tiet de l'infant va ser nomenat Protector i Defensor del Reialme i l'Església fins a la majoria d'edat del rei. També tenien posicions importants al Consell el mig tiet d'Enric V, el bisbe Enric Beaufort, i el seu germà Joan de Bedford, que a més havia estat nomenar regent de França i s'encarregava de dirigir la guerra que hi tenia lloc.
Des del 1428 el tutor d'Enric era el comte de Warwick, el pare del qual havia estat una figura clau en l'oposició al regnat de Ricard II. Enric també rebé la influència d'Enric Beaufort i del Duc Guillem de Suffolk. El jove rei començà a afavorir una política de distensió amb França.
Enric va concedir comtats als seus germanastres, Edmund i Jasper, fills de la relació de la seva mare vídua amb el cortesà gal·lès Owen Tudor, Edmund Tudor seria el pare d'Enric Tudor, que s'acabaria convertint en rei d'Anglaterra.
L'any que la seva mare morí, el 1437, Enric va ser declarat major d'edat, i va assumir el govern.

### Matrimoni amb Margarida d'Anjou i de Lorena
Com a resultat dels seus èxits a la Guerra dels Cent Anys, Enric V havia llegat a Anglaterra un gran nombre de terres a França, però l'auge expansionista s'aturà amb la seva mort. El fet que Enric VI fos tan sols un infant, unit amb la recuperació dels francesos des que el 1435 el duc Felip III de Borgonya deixà l'aliança amb els anglesos i s'alià al costat de Carles VII de França pel tractat d'Arras, i gràcies a les victòries militats de Joana d'Arc, van fer que es declaressin invàlids els drets d'Enric a la corona francesa. El delfí francès va ser coronat a Reims, i els fracassos militars i diplomàtics anglesos van fer que perdessin molts dels territoris guanyats a França.
En assolir la majoria d'edat, Enric mostrà un caràcter gens bel·licós. La facció a favor d'acabar la guerra amb França aviat dominà la cort, i les veus dels partidaris de prosseguir la guerra, liderades pels ducs Ricard de York i Humphrey de Gloucester, no foren escoltades.
Mentrestant Enric Beaufort (ara cardenal) i Guillem de Suffolk van persuadir el rei que la millor manera d'assolir la pau amb els francesos era amb un matrimoni amb la neta de Carles VII, Margarida d'Anjou i de Lorena. Enric hi estigué d'acord, especialment en assabentar-se dels rumors de la gran bellesa de Margarida, i va enviar Suffolk a negociar amb el rei Carles. Carles accedí al matrimoni amb la condició que no donaria la tradicional dot, i que en canvi rebria les terres de Maine i Anjou. Les condicions s'acceptaren al Tractat de Tours, però la cessió de Maine i Anjou va ser ocultada al parlament anglès coneixedors de l'enorme impopularitat que això causaria entre la població.
El matrimoni se celebrà el 1445, i tot i que Margarida sols tenia 16 anys aviat demostrà més dots de lideratge que el seu marit. Quan es feu pública la cessió de Maine i Anjou, el descontentament es dirigí majoritàriament a Suffolk per haver negociat el Tractat de Tours, però Enric i Margarida el protegiren, ja que ells també havien estat coneixedors dels acords matrimonials.
Un dels principals opositors, Humphrey de Gloucester, va ser convocat davant del parlament per acusar-lo de traïció. Mentre es trobava arrestat a l'espera que es formulessin càrrecs contra ell va morir, no se sap si per causes naturals. La mort de Gloucester va deixar a Ricard de York com a hereu aparent, però Enric mai el reconegué oficialment i el continuà excloent del cercle de la cort, designant-lo com a governador d'Irlanda mentre elevava a Suffolk i a Edmund Beaufort a la categoria de ducs (un títol habitualment reservat als familiars directes del monarca).

### Descontentament popular i bogeria
L'atorgament de títols i terres als favorits del rei, la corrupció al govern, l'estat precari de les finances i la pèrdua dels territoris francesos van generar un gran descontentament entre el poble. El 1447 aquest descontentament es va materialitzar en una revolta popular contra el Duc de Suffolk, que era el més impopular dels consellers del rei i era percebut com un traïdor. Enric es va veure obligat a exiliar-lo, però el seu vaixell va ser interceptat al Canal de la Mànega i fou assassinat. El seu cos es va trobar a la platja de Dover.
La campanya a França no anava bé i el 1450 tota la província de Normandia, conquerida amb molts esforços per Enric V, ja havia estat recuperada pels francesos. Les tropes que tornaven a casa, moltes d'elles sense haver estat pagades, van incrementar el desordre als comtats del sud d'Anglaterra. Jack Cade va encapçalar una rebel·lió contra el rei, amb el beneplàcit dels York i invocant la memòria de l'antic rei Ricard II que havia estat deposat per la Casa Lancaster. Tot i que els revoltats van aconseguir prendre Londres durant uns dies, la ciutat fou recuperada i la rebel·lió no va fructificar.
El 1450 també es perdé el Ducat d'Aquitània, propietat d'Anglaterra des dels temps d'Enric II, deixant el port de Calais com l'única possessió anglesa a França. El 1452, York va ser convençut de tornar a Anglaterra, reclamant el seu lloc al consell i exigint la fi del mal govern. La seva causa era popular, i aviat va reunir un exèrcit a Shrewsbury. El rei i els seus aliats a la cort van reclutar un altre exèrcit de mida similar a Londres. La trobada va tenir lloc al sud de la capital, i allí York va entregar una llista dels greuges i demandes que feia a la cort, que incloïen l'arrest del Duc de Somerset. En principi el rei hi estigué d'acord, tot i que Margarida hi intervingué per evitar l'arrest de Somerset. Poc temps després la balança es decantà novament a favor del rei que, va recuperar el control, va a tornar a deixar York aïllat, i aconseguí algunes victòries a Aquitània que li permeteren recuperar Bordeus. A més a més, la reina anuncià que estava embarassada.
Però l'èxit militar a Aquitània no va durar gaire i, en assabentar-se de les notícies de la derrota anglesa l'agost de 1453 Enric va entrar en un estat de desequilibri mental que el deixà incapaç de reaccionar al que passava al seu voltant. Aquest estat es mantingué durant més d'un any, en el que Enric fins i tot va ser aliè al naixement del seu primer fill que va ser batejat amb el nom d'Eduard. Mentrestant, York va guanyar un aliat poderós en la persona de Ricard Neville, comte de Warwick i un dels magnats més rics i poderosos d'Anglaterra. York va rebre el càrrec de Protector del Reialme el 1415, i gràcies al seu nou càrrec aconseguí d'excloure la reina del consell i fer empresonar Somerset a la Torre de Londres. Els agents de York van escampar rumors afirmant que el fill del rei no era seu, sinó de Somerset. Però el dia de Nadal de 1514 Enric recuperà els sentits.
Possiblement Enric hauria heretat els problemes mentals del seu avi matern, el rei Carles VI de França, que també patí episodis temporals de bogeria durant els seus 30 anys de vida. Aquest, hauria heretat la demència de la seva mare Joana de Borbó, que també mostrava símptomes de desequilibri, i la seva família dels Borbons: tant el seu avi Lluís I, com el seu pare Pere I i el seu germà Lluís II havien patit símptomes d'alienació mentals.

### La Guerra de les Dues Roses
Davant la impopularitat i la bogeria d'Enric VI, alguns nobles descontents (principalment els comtes de Warwick i Salisbury) van implicar-se en la situació i van donar suport a les pretensions
de la Casa de York, primer a la regència i després al tron. Després d'un conflicte violent entre els partidaris dels Lancaster i dels York (Veure Guerra de les Dues Roses), el 4 de març de 1461 Enric va ser deposat i empresonat pel seu cosí, Eduard de York, que es coronaria com a Eduard IV d'Anglaterra.
Durant la guerra Enric havia tornat a patir atacs de bogeria fins al punt que se'l va veure riure i cantar mentre contemplava la Segona Batalla de St. Albans, en la que fou alliberat. Però tot i que no va aconseguir capturar el rei i la reina, Eduard va poder retenir el tron i obligar a Enric i els seus partidaris a fugir a Escòcia. Durant el primer període del regnat d'Eduard IV la resistència lancastriana va prosseguir sota el lideratge de la reina Margarida i els nobles que encara eren lleials als comtats septentrionals d'Anglaterra i Gal·les. El 1465 Eduard aconseguí capturar a Enric i l'empresonà a la Torre de Londres.
La reina Margarida, exiliada a Escòcia i més tard a França, estava decidida a recuperar el tron pel seu marit i el seu fill, i amb l'ajuda del rei Lluís XI de França va formar una aliança amb Ricard Neville, que s'havia distanciat d'Eduard. Després de casar la seva filla amb el fill d'Enric i Margarida, Neville va tornar a Anglaterra i va derrotar la casa York, alliberant a Enric VI i restituint-li el tron el 30 d'octubre de 1470. Però el segon regnat d'Enric IV va durar poc. Els anys de captiveri havien empitjorat la seva bogeria i segons totes les fonts el seu aspecte era completament letàrgic mentre Neville i els seus el feien desfilar pels carrers de Londres després de proclamar-lo rei. El seu estat lamentable es feia encara més evident en comparar-lo amb la figura imponent del rei Eduard.
El poder darrere el tron era de Richard Neville, que va precipitar-se en aliar-se amb el rei de França contra Borgonya. Com a resposta, el Duc de Borgonya es va aliar amb Eduard i li va enviar reforços. El mateix Neville moriria combatent la Casa de York a la Batalla de Barnet (abril de 1471) i el fill d'Enric VI moriria a la Batalla de Tewkesbury (maig de 1471).
Eduard va recuperar el tron i va fer empresonar de nou Enric VI a la Torre de Londres, on seria assassinat el 21 de maig de 1471. La llegenda popular atribueix l'assassinat al Duc Ricard de Gloucester.

## Llegat
Enric VI ha passat a la història com un home indecís, excessivament prudent i fàcilment manipulable. Era amable i generós, donant importants títols i terres als seus favorits. Era profundament religiós, i renunciava a liderar les seves forces en batalla. Va deixar-se dominar per les diferents faccions que l'envoltaven a la cort i va ser incapaç d'evitar la guerra civil. més endavant, la bogeria el va reduir a un mer instrument polític per aquell que el tenia en possessió.
Una de les seves contribucions positives va ser el seu patronatge per l'educació, essent el fundador del King's College de Cambridge (precursor de la Universitat). També donà continuïtat al mecenatge del seu pare a l'arquitectura, promocionant l'estil gòtic tardà.
El 1590 William Shakespeare va escriure una trilogia d'obres de teatre sobre la seva vida: Enric VI (parts 1, 2 i 3). Enric també apareix com un fantasma a Ricard III

### Veneració
Amb posterioritat a la seva mort se li atribuïren miracles, i alguns el consideraren com a sant i màrtir, a qui invocar en causes adverses. El seu culte popular fou promogut per Enric VII d'Anglaterra com un mitjà de propaganda de la dinastia. Es recollí un volum amb els miracles que se li atribuïen i se n'incoà el procés de canonització, amb la petició, en 1494, al papa Innocenci VIII per iniciar-lo. La ruptura amb Roma d'Enric VIII d'Anglaterra, però, l'interrompè. El seu culte, des de llavors, s'anà esvaïnt fins a desaparèixer, tot i que fou inclòs en alguns santorals; la Bibliotheca sanctorum el llista amb els beats màrtirs.
Se'n conserven himnes litúrgics dedicats al rei. La seva tomba, a la capella de Sant Jordi de Windsor, era visitada pel poble, fins a la Reforma. El barret del rei s'hi conservava, i qui se'l posava rebia guariment de la migranya, suposadament.

## Família

### Avantpassats
|  |                                             |  |  |  |  |  |  |  |  |  |  |  |  |  |  |  |
|  | 8. Joan de Gant, 1r duc de Lancaster        |  |  |  |  |  |  |  |  |  |  |  |  |  |  |  |
|  |                                             |  |  |  |  |  |  |  |  |  |  |  |  |  |  |  |
|  |                                             |  |  |  |  |  |  |  |  |  |  |  |  |  |  |  |
|  | 4. Enric IV d'Anglaterra                    |  |  |  |  |  |  |  |  |  |  |  |  |  |  |  |
|  |                                             |  |  |  |  |  |  |  |  |  |  |  |  |  |  |  |
|  |                                             |  |  |  |  |  |  |  |  |  |  |  |  |  |  |  |
|  | 9. Blanca de Lancaster                      |  |  |  |  |  |  |  |  |  |  |  |  |  |  |  |
|  |                                             |  |  |  |  |  |  |  |  |  |  |  |  |  |  |  |
|  |                                             |  |  |  |  |  |  |  |  |  |  |  |  |  |  |  |
|  | 2. Enric V d'Anglaterra                     |  |  |  |  |  |  |  |  |  |  |  |  |  |  |  |
|  |                                             |  |  |  |  |  |  |  |  |  |  |  |  |  |  |  |
|  |                                             |  |  |  |  |  |  |  |  |  |  |  |  |  |  |  |
|  | 10. Humphrey de Bohun, 7è comte de Hereford |  |  |  |  |  |  |  |  |  |  |  |  |  |  |  |
|  |                                             |  |  |  |  |  |  |  |  |  |  |  |  |  |  |  |
|  |                                             |  |  |  |  |  |  |  |  |  |  |  |  |  |  |  |
|  | 5. Maria de Bohun                           |  |  |  |  |  |  |  |  |  |  |  |  |  |  |  |
|  |                                             |  |  |  |  |  |  |  |  |  |  |  |  |  |  |  |
|  |                                             |  |  |  |  |  |  |  |  |  |  |  |  |  |  |  |
|  | 11. Joana FitzAlan                          |  |  |  |  |  |  |  |  |  |  |  |  |  |  |  |
|  |                                             |  |  |  |  |  |  |  |  |  |  |  |  |  |  |  |
|  |                                             |  |  |  |  |  |  |  |  |  |  |  |  |  |  |  |
|  | 1. Enric VI d'Anglaterra                    |  |  |  |  |  |  |  |  |  |  |  |  |  |  |  |
|  |                                             |  |  |  |  |  |  |  |  |  |  |  |  |  |  |  |
|  |                                             |  |  |  |  |  |  |  |  |  |  |  |  |  |  |  |
|  | 12. Carles V de França                      |  |  |  |  |  |  |  |  |  |  |  |  |  |  |  |
|  |                                             |  |  |  |  |  |  |  |  |  |  |  |  |  |  |  |
|  |                                             |  |  |  |  |  |  |  |  |  |  |  |  |  |  |  |
|  | 6. Carles VI de França                      |  |  |  |  |  |  |  |  |  |  |  |  |  |  |  |
|  |                                             |  |  |  |  |  |  |  |  |  |  |  |  |  |  |  |
|  |                                             |  |  |  |  |  |  |  |  |  |  |  |  |  |  |  |
|  | 13. Joana de Borbó                          |  |  |  |  |  |  |  |  |  |  |  |  |  |  |  |
|  |                                             |  |  |  |  |  |  |  |  |  |  |  |  |  |  |  |
|  |                                             |  |  |  |  |  |  |  |  |  |  |  |  |  |  |  |
|  | 3. Caterina de Valois                       |  |  |  |  |  |  |  |  |  |  |  |  |  |  |  |
|  |                                             |  |  |  |  |  |  |  |  |  |  |  |  |  |  |  |
|  |                                             |  |  |  |  |  |  |  |  |  |  |  |  |  |  |  |
|  | 14. Esteve III, Duc de Baviera              |  |  |  |  |  |  |  |  |  |  |  |  |  |  |  |
|  |                                             |  |  |  |  |  |  |  |  |  |  |  |  |  |  |  |
|  |                                             |  |  |  |  |  |  |  |  |  |  |  |  |  |  |  |
|  | 7. Elisabet de Baviera                      |  |  |  |  |  |  |  |  |  |  |  |  |  |  |  |
|  |                                             |  |  |  |  |  |  |  |  |  |  |  |  |  |  |  |
|  |                                             |  |  |  |  |  |  |  |  |  |  |  |  |  |  |  |
|  | 15. Taddaea Visconti                        |  |  |  |  |  |  |  |  |  |  |  |  |  |  |  |
|  |                                             |  |  |  |  |  |  |  |  |  |  |  |  |  |  |  |
|  |                                             |  |  |  |  |  |  |  |  |  |  |  |  |  |  |  |